# Yokkaichi Challenger 2024
Il Yokkaichi Challenger 2024 è stato un torneo maschile di tennis professionistico. È stata la 4ª edizione del torneo, facente parte della categoria Challenger 75 nell'ambito dell'ATP Challenger Tour 2024, con un montepremi di 82 000 $. Si è giocato dal 25 novembre al 1° dicembre 2024 sui campi in cemento del Yokkaichi Tennis Center di Yokkaichi, in Giappone.

## Partecipanti

### Teste di serie
| Nazionalità   | Giocatore          | Ranking* | Testa di serie |
| ------------- | ------------------ | -------- | -------------- |
| Giappone      | Yoshihito Nishioka | 70       | 1              |
| Italia        | Mattia Bellucci    | 100      | 2              |
| Giappone      | Yasutaka Uchiyama  | 141      | 3              |
| Hong Kong     | Coleman Wong       | 161      | 4              |
| Australia     | Omar Jasika        | 178      | 5              |
| Australia     | Li Tu              | 189      | 6              |
| Giappone      | Shō Shimabukuro    | 193      | 7              |
| Giappone      | Yuta Shimizu       | 217      | 8              |
| Taipei cinese | Hsu Yu-hsiou       | 236      | 9              |

* Ranking al 18 novembre 2024.

### Altri partecipanti
I seguenti giocatori hanno ricevuto una wild card per il tabellone principale:
- Kokoro Isomura
- Rei Sakamoto
- Yua Taka

Il seguente giocatore è entrato in tabellone come alternate:
- Naoki Nakagawa

I seguenti giocatori sono passati dalle qualificazioni:
- Jakub Paul
- Hiroki Moriya
- Philip Henning
- Christoph Negritu
- Yusuke Takahashi
- Ryotaro Taguchi

I seguenti giocatori sono entrati in tabellone come lucky loser:
- Alafia Ayeni
- Petr Bar Biryukov

## Punti e montepremi
| Torneo    | Torneo              | V     | F     | SF    | QF    | 2T    | 1T  | Q | Q2  | Q1  |
| Singolare | Punti               | 75    | 44    | 22    | 12    | 6     | 0   | 4 | 2   | 0   |
| Singolare | Premi in denaro ($) | 9 880 | 5 820 | 3 450 | 2 000 | 1 165 | 720 | – | 360 | 185 |
| Doppio    | Punti               | 75    | 44    | 22    | 12    | –     | 0   | – | –   | –   |
| Doppio    | Premi in denaro ($) | 4 250 | 2 450 | 1 480 | 880   | –     | 500 | – | –   | –   |

## Campioni

### Singolare
Rei Sakamoto ha sconfitto in finale  Christoph Negritu con il punteggio di 1–6, 6–3, 6–4.

### Doppio
Thomas John Fancutt  /  Jakub Paul hanno sconfitto in finale  Kokoro Isomura /  Hikaru Shiraishi con il punteggio di 6–2, 7–5.